# Acalypha arciana
Acalypha arciana är en törelväxtart som först beskrevs av Henri Ernest Baillon, och fick sitt nu gällande namn av Johannes Müller Argoviensis. Acalypha arciana ingår i släktet akalyfor, och familjen törelväxter. Inga underarter finns listade i Catalogue of Life.